# Elisabetta Benassi
Elisabetta Benassi (Roma, 1966) è un'artista italiana.

## Biografia
Si è formata a Roma, dove vive e lavora. Nel suo lavoro si avvale di diversi mezzi espressivi fra cui installazioni, video e fotografie.
Nel 2001 ha esposto alla II Biennale di Berlino. Nel 2008 ha esposto l'opera "They Live We Sleep" alla XV Quadriennale nazionale d'arte di Roma. Ha esposto le sue opere in diverse mostre personali in Italia (al MAXXI di Roma, alla Collezione Maramotti) e in Europa.
Ha partecipato alla Esposizione internazionale d'arte di Venezia nel 2011 con l'installazione all'Arsenale The innocent abroad, nel 2013 nel padiglione Italia con l'esposizione The Dry Salvages composta da circa 10.000 mattoni in argilla del Polesine (in memoria dell'alluvione del 1951) ciascuno marchiato con un codice identificativo dei detriti spaziali in orbita intorno alla terra e nel 2015 nel padiglione del Belgio con la mostra Personne et Les Autres.

## Mostre personali
- 2019 Empire, Museo Nazionale Romano, Palazzo Altemps, Rome, Italy; MOSTYN, Llandudno Wales, UK; Italian Cultural Institute, London, UK.
- 2018 The Sovereign Individual, Galerie Jousse Entreprise, Paris, France.
- 2017 It Starts with the Firing, Collezione Maramotti, Reggio Emilia.
- 2017 Passato e Presente, Istituto dell’Enciclopedia Italiana, Palazzo Mattei Paganica, Roma
- 2016 Letargo, Magazzino, Roma
- 2015 Mareo Merz, Palazzo Carignano, Torino.
- 2015 That’s Me in the Picture, Gallery Jousse Entreprise, Paris, France.
- 2014 Corsaro, performance, Non Basta Ricordare, a cura di Hou Hanru, MAXXI Museo Nazionale delle Arti del XXI Secolo, Roma.
- 2013 Smog a Los Angeles, CRAC Alsace, Altkirch, France [cat.].
- 2013 Golden Rock, Hezi Cohen Gallery, Tel Aviv, Israel.
- 2013 Voglio fare subito una mostra, Fondazione Merz, Turin, Italy [cat.].
- 2011 Soledad, Fiac! Grand Palais, Paris, France.
- 2010 All I Remember, Magazzino, Roma [cat.].
- 2009 Unlimited, Art| 40 | Basel, Basel.
- 2007 Site Specific 2. Dopo l’uragano Jorge, Museo MAN, Nuoro [cat.].
- 2006 3, Magazzino d’Arte Moderna, Roma.
- 2005 Sequence 2#, Random Gallery (Air de Paris and Praz-Delavallade), Paris.
- 2005 Abandoned in Place, Base, Firenze.
- 2004 Elisabetta Benassi, MACRO Museo d’Arte Contemporanea, Roma [cat.].
- 2003 Noon, American Academy in Rome.
- 2003 Un arc-en-ciel dans l’air incurvé, Chapelle des Louanges, École Nationale Supérieure des Beaux-Arts, Paris.
- 2001 In moto, Galleria Massimo De Carlo, Milano.
- 2001 Day’s End, Galleria Antonella Nicola, Torino.